# Odontotrypes cavazzutii
Odontotrypes cavazzutii es una especie de coleóptero de la familia Geotrupidae.

## Distribución geográfica
Habita en Sichuan y Yunnan en la (China).